# Sadek Mazri
Sadek Mazri est un footballeur algérien né le 3 avril 1976 à Oran. Il évoluait au poste de défenseur central.

## Biographie
Il évolue en Division 1 pendant de nombreuses saisons, principalement avec le club du MC Oran, où il évolue de 1995 à 2004.

## Palmarès
- Vice-champion d'Algérie en 1996, 1997 et 2000 avec le MC Oran.
- Vainqueur de la Coupe d'Algérie en 1996 avec le MC Oran.
- Finaliste de la Coupe d'Algérie en 1998 et 2002 avec le MC Oran.
- Vainqueur de la Coupe de la Ligue en 2000 avec le MC Oran.
- Finaliste de la Coupe de la Ligue en 2000 avec le MC Oran.
- Vainqueur de la Coupe arabe des vainqueurs de coupe en 1997 et 1998 avec le MC Oran.
- Vainqueur de la Supercoupe arabe en 1999 avec le MC Oran.
- Finaliste de la Ligue des champions arabes en 2001 avec le MC Oran.
- Accession en Ligue 1 en 2006 avec l'ASM Oran.